# 占領
占領（せんりょう)とは、武力で他国の領土を自国の支配下に置くこと。

## 概要
占領とは、一国の領域の全部または一部が、その国の正当な権力以外の軍事力のもとに入ることである。
平時においておこなわれる占領で占領する側が権利確保のためにおこなう占領（保障占領）、戦時に敵軍の権力の下に入ること（戦時占領）、内乱によるもので 反乱軍が支配すること、などがある。

## 保障占領
国際協定の実行を保障する担保としての占領を保障占領と呼ぶ。これは通例相手国との合意に基づいて行われるものであり、協定履行のあかつきには占領を解除し施政権を主権国に返還することが建前である。保障占領の例としては、日清戦争後の下関条約第8条に基づいた日本による威海衛占領、第一次世界大戦後の連合国（協商国）によるドイツラインラント占領、尼港事件後のサガレン州派遣軍による北樺太保障占領、ムッソリーニ政権下のイタリアによるギリシャコルフ島占領などがある。通例保障占領においては軍政は敷かれず、現地機関を利用した間接統治が行われる。

## 軍事占領
軍事占領(military occupation)とは、他国の領土、拠点、政経中枢などを軍が占有・占拠することをいう。占領はしばしば「征服」や「侵入」、無主地域の占有などとしばしば混同されるが、国際法上においては占領は軍事占領のみを指す。ハーグ陸戦条約42条においては、敵国領土（租借地、準領土を含む）内に侵入した軍隊が、敵国の権力を排除し、一定の地域を自国の権力内において統治することを指す。
占領軍は被占領地に対して強い権力を持ち、かつては占領国による完全な主権掌握ととらえられていたが、国際法概念の成立により、軍事占領においては主権が完全に占領国に移行したわけではなく、占領の終了とともに返還されるものと認識されるようになった、とのことである。この場合 占領は、領有あるいは国家の併合を意味するものではない、という。同じように主権の制限が伴う場合でも、文民支配を前提とした被保護国や保護領、従属国、植民地などとも区別される。「占領軍の権力は占領期間の間主権が変更された」とする立場を取る「主権変更説」や、「占領軍は主権を代行しているに過ぎない」とする「主権代行説」、「主権と関係なく無秩序状態を防ぐため」とする「非主権説」がある。

## 占領方式
第二次世界大戦後の占領方式について言えば、ドイツに対して適用された「ベルリン方式」と、バルカン半島や日本において適用された「バルカン方式」に大別される。
「ベルリン方式」では、ドイツにおける中央政府は存在しないとみなされ、主権を占領国の4政府が掌握することとなった。「バルカン方式」においては占領地における被占領国中央政府の存在を認めるが、その主権は占領国の監督下や制限下におかれるものとみなされた。
第二次世界大戦後の日本の占領については保障占領説、戦時占領説、特殊占領説がある。連合国は日本の占領を戦時占領とも保障占領ともとれる扱いを行っており、純粋な戦時占領や保障占領ではない特殊占領であるという見方が多い。

## 事例
- ガリア（占領者：ローマ軍）
- 1511年～、マラッカ（占領者：ポルトガル軍）
- 1665年、北米の、オランダの「ニューアムステルダム植民地」（占領者:イギリス軍）　ニューヨークと改名される。
- 19世紀末、威海衛（占領者：日本軍）
- 1940年～1944年、フランス（占領者：ナチスドイツ軍）。関連記事：ナチス・ドイツによるフランス占領
- 1941年～1945年、香港（占領者：日本軍）。関連記事：日本占領時期の香港
- 1945年～1972年、日本沖縄県（占領者:アメリカ軍）。関連記事: アメリカ合衆国による沖縄統治
- 1945年～1952年、日本（占領者:連合国軍最高司令官総司令部）。関連記事：連合国軍占領下の日本
- 1952年～現在、日本島根県隠岐の島町にある、竹島。大韓民国による
- 1945年～現在、日本北海道の北方領土。ロシア連邦による。関連記事: 北方領土問題
- 1948年～現在、チベット（占領者：中国人民解放軍）。関連記事：中華人民共和国によるチベット併合
- 1967年～現在、ヨルダン川西岸地区・ガザ地区・ゴラン高原（占領者：イスラエル国防軍）
- 1990年～1991年、クウェート（占領者：イラク）。関連項目：クウェート侵攻
- 2014年～現在、クリミア半島、ウクライナ南東部4州（占領者：ロシア）。関連項目：ウクライナのロシア占領地域
- 2024年～現在、クルスク州（占領者：ウクライナ）。関連項目：ウクライナによるクルスク州占領